# Systenocentrus luteobiseriatus
Systenocentrus luteobiseriatus is een hooiwagen uit de familie Sclerosomatidae.